# 月の大小
月の大小（つきのだいしょう）は、月を用いる暦における、日数が多い月（大の月）と少ない月（小の月）の区別である。

## 太陽暦の場合
太陽暦では月の長さは天体の月の満ち欠けとは関係なく恣意的に決められるが、それでも月の大小はあることが多い。
グレゴリオ暦では、1月・3月・5月・7月・8月・10月・12月が大の月で31日あり、2月・4月・6月・9月・11月が小の月で30日（2月のみ28日または29日）ある。
この月の大小は、グレゴリオ暦が由来するユリウス暦と同じである。これはさらに、太陰暦だったローマ暦の大小に由来するが、完全に同じではない。
|            | 1月  | 2月       | 3月  | 4月  | 5月  | 6月  | 7月  | 8月  | 9月  | 10月 | 11月 | 12月 |
| ---------- | ---- | --------- | ---- | ---- | ---- | ---- | ---- | ---- | ---- | ---- | ---- | ---- |
| ローマ暦   | 29日 | 28日      | 31日 | 29日 | 31日 | 29日 | 31日 | 29日 | 29日 | 31日 | 29日 | 29日 |
| ユリウス暦 | 31日 | 28日 29日 | 31日 | 30日 | 31日 | 30日 | 31日 | 31日 | 30日 | 31日 | 30日 | 31日 |

サクロボスコによると、ローマ暦および、カエサルが導入した当初のユリウス暦では、奇数月が大の月、偶数月が小の月だった。しかし、アウグストゥスが自分の誕生月の8月が小の月であることを嫌い、現在の形にしたという。しかしこの説は現在では否定されている（詳細はユリウス暦#各月の長さを参照）。
|            |          | 1月  | 2月       | 3月  | 4月  | 5月  | 6月  | 7月  | 8月  | 9月  | 10月 | 11月 | 12月 |
| ---------- | -------- | ---- | --------- | ---- | ---- | ---- | ---- | ---- | ---- | ---- | ---- | ---- | ---- |
| ローマ暦   | ローマ暦 | 30日 | 29日      | 30日 | 29日 | 30日 | 29日 | 30日 | 29日 | 30日 | 29日 | 30日 | 29日 |
| ユリウス暦 | 旧       | 31日 | 29日 30日 | 31日 | 30日 | 31日 | 30日 | 31日 | 30日 | 31日 | 30日 | 31日 | 30日 |
| ユリウス暦 | 新       | 31日 | 28日 29日 | 31日 | 30日 | 31日 | 30日 | 31日 | 31日 | 30日 | 31日 | 30日 | 31日 |

### 月の大小の覚え方

指関節を利用した月の大小

英語では月の大小を覚えるために三十日は九月（Thirty days hath September）という詩がある。
日本では小の月の覚え歌として「西向く士（にしむくさむらい。にしむく=2・4・6・9、士=十一=11）」がある。これは江戸時代の大小暦で使われていた覚え歌を流用したものである。
また、図のように指関節を利用して大小を知る方法もある。
同様の方法として、ピアノなどの鍵盤楽器で、ヘ（F）の音を1月とみなせば、白鍵が大の月、黒鍵が小の月になる。

## 太陰暦・太陰太陽暦の場合
太陰暦・太陰太陽暦では、月の長さは天体の月の満ち欠けにほぼ一致するように決められる。月の長さの平均は満ち欠けの周期である29.530589日に一致する。そのため、大の月は30日、小の月は29日で、その比率はほぼ半々、正確には53対47である。

### ローマ暦
古代ローマで使用されていた暦法であり、紀元前8世紀頃から使われていた。何度も改暦が行われ、ロムルス暦・ヌマ暦などと呼ばれる暦が存在する。ロムルス暦では31日と30日の10ヶ月と、月が置かれない約60日の期間によって構成され、ヌマ暦からは約30日の12月とメルケディヌスと呼ばれる閏月から構成された。閏日が適切に挿入されなかったため、末期では暦の上の日付と季節がまったく合致しなくなり、1月が秋に来る異常事態となった。

### ヒジュラ暦
ヒジュラ暦では、奇数月が大の月、偶数月が小の月と、交互に現れるようになっている。ただしこれでは月の平均日数が29.5日となり少し足りないので、必要に応じて偶数月でも大の月にして調整する。

### 中国暦
中国や日本の太陰太陽暦では、基本的に、常に朔が1日になるよう決められる。
もし仮に、朔望月が常に29.530589日なら、大の月と小の月はほぼ交互に現れ、16.346か月に1度、大の月が2か月連続することになる。古代に行われていた平朔は、このように朔望月を一定と仮定していた（想定された朔望月は観測精度によりさまざまである）。
しかし実際は、29.530589日というのは平均であり、朔望月には年間の変動や不規則な変動がある。これを基準とする定朔の大小の月の出現パターンはずっと複雑になり、「大四・小三」、すなわち、大の月は最大4連続、小の月は最大3連続する。
麟徳暦（日本では儀鳳暦）を作成した李淳風の提案により、大の月が4か月連続する「大四」は不祥であるとして、その場合には大小を入れ替えるなどの改暦（人為的な月の配置の入替など）を行って対処し、日本でも室町時代までは大四の際にはこうした措置が行われていたが、次第に暦の正確さを維持しながら複雑な操作を行う手間を避けるためにこうした改暦は行われなくなった。
それでも宣明暦が採用された862年（貞観4年）から太陽暦が導入された1873年（明治6年）までの1011年間に平年では130通り、閏年300通り以上の大小の配列例が存在したとされ、1月から大小の月が交互に12か月連続で並んだのは888年（仁和4年）のたった1回であった。このために江戸時代の人々は今月が大小いずれの月か忘れないように商店などの店先に月の大小を示す大小板をつるしたり、大小の月だけを表記した大小暦などが作られた。

## 大小暦
近世にはその刷り物は実用性を越えて大名・旗本や富裕商人層の趣味となり、身分を越えた交換会も開催された。その工芸品としての美術的価値は再評価されつつある。